# Arrondissement di Condom
L'arrondissement di Condom è un arrondissement dipartimentale della Francia situato nel dipartimento del Gers, nella regione Occitania.

## Storia
Fu creato nel 1800 sulla base dei preesistenti distretti. Nel 1926 vi fu integrato l'arrondissement soppresso di Lectoure.

## Composizione
L'arrondissement è composto da 159 comuni raggruppati in 11 cantoni:
- cantone di Cazaubon
- cantone di Condom
- cantone di Eauze
- cantone di Fleurance
- cantone di Lectoure
- cantone di Mauvezin
- cantone di Miradoux
- cantone di Montréal
- cantone di Nogaro
- cantone di Saint-Clar
- cantone di Valence-sur-Baïse